# テマスカル

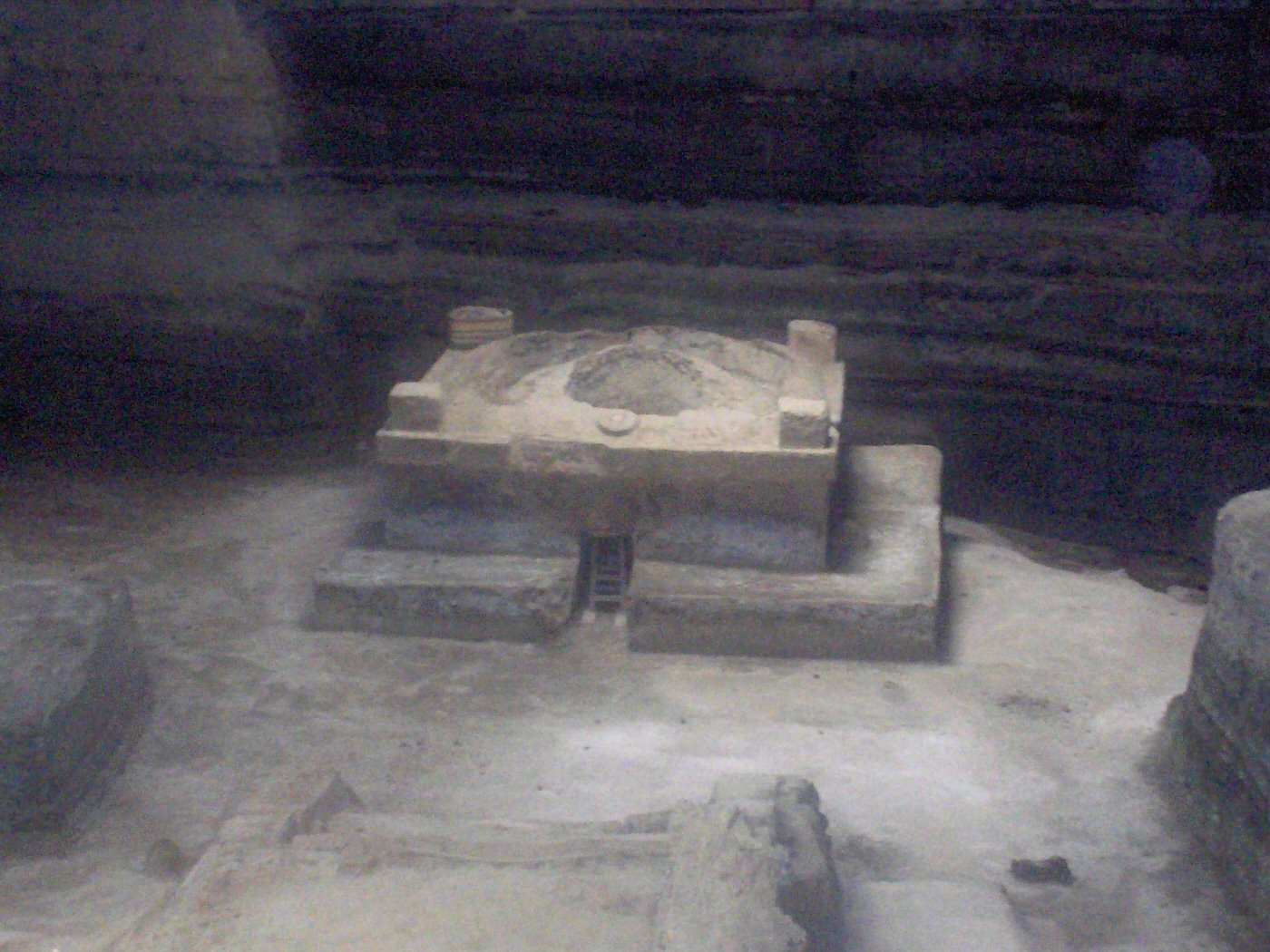
テマスカル

テマスカル（Temazcal）は主としてアドベで作られたメキシコインディアンの蒸し風呂小屋。スウェット・ロッジとも呼ばれる。ドーム状のロッジの中で焼き石の周りに座って使用する。焼き石に水をかけて水蒸気を発生させ、それによりリラックス効果を得る。名称はナワ語のtemazcalliに由来する。

## 概要
ユト・アステカ語族の居住域に分布し、トルテカ文明以降に使用されるようになったと見られる。新生児や妊婦の安静・回復のために用いられたほか、寒冷に由来する病気（リウマチ、喘息、消化不良等）の治療などに利用された。一部の地域では宗教的儀式や祭祀の際に穢れを祓うための施設として使用された形跡が残されている。